# Shmouel
Samuel bar Abba, plus connu dans la littérature talmudique sous le seul nom de Shmouel (ou Chmouel) (hébreu : שמואל) est un sage juif babylonien du IIIe siècle (Nehardea, circa 165 – 257 EC), appartenant à la première génération des Amoraïm (docteurs du Talmud), et considéré comme l'un des plus grands de celle-ci.
Directeur de la sidra (école talmudique) de Nehardea à la mort de Rabbi Chila, maitre en Halakha (Loi juive), juge, médecin et astronome, proche et conseiller des puissants, il est, bien que n'ayant jamais été élevé à la dignité de rabbin, l'un des dirigeants spirituels de sa génération, aux côtés de son collègue, ami et contradicteur Rav. 

Leurs discussions, couvrant l'ensemble des domaines de la vie juive, forment la première strate de ce qui deviendra le Talmud de Babylone.